# Dikasjön
Dikasjön är en sjö i Vilhelmina kommun i Lappland och ingår i Ångermanälvens huvudavrinningsområde. Sjön är 15,5 meter djup, har en yta på 6,41 kvadratkilometer och är belägen 416,1 meter över havet. Sjön avvattnas av vattendraget Vojmån.

## Delavrinningsområde
Dikasjön ingår i det delavrinningsområde (723615-150594) som SMHI kallar för Utloppet av Dikasjön. Medelhöjden är 490 meter över havet och ytan är 47,22 kvadratkilometer. Räknas de 126 avrinningsområdena uppströms in blir den ackumulerade arean 1 057,23 kvadratkilometer. Vojmån som avvattnar avrinningsområdet har biflödesordning 2, vilket innebär att vattnet flödar genom totalt 2 vattendrag innan det når havet efter 388 kilometer. Avrinningsområdet består mestadels av skog (79 procent). Avrinningsområdet har 6,48 kvadratkilometer vattenytor vilket ger det en sjöprocent på 13,7 procent. Bebyggelsen i området täcker en yta av 0,8 kvadratkilometer eller 2 procent av avrinningsområdet.